# The Downs at Mohegan Sun Pocono
The Downs at Mohegan Sun Pocono (tidigare känt som Pocono Downs och Mohegan Sun at Pocono Downs) är en hästkapplöpningsbana som är del av kasinokomplexet Mohegan Sun Pocono i Wilkes-Barre i Pennsylvania i USA. Banan arrangerar löp inom trav, passgång och galopp, och öppnades 1969. Banovalen mäter 5⁄8 miles (1 006 m).

## Historia
Den 25 januari 2005 köptes banan, då känd som Pocono Downs, av kasinot Mohegan Sun från dåvarande ägaren Penn National Gaming. Mohegan Sun döpte då om verksamheten till "Mohegan Sun at Pocono Downs" och påbörjade en stor expansion. I november 2006 blev verksamheten det första kasinot med enarmade banditer i Pennsylvania. Då bordsspel, såsom poker, roulette blev lagligt i delstaten 2010, påbörjade verksamheten en ytterligare expansion.
Sedan november 2013 finns det även ett hotell kopplat till kasinot, samt ett par butiker.

## Större lopp
Banan är en av arrangörerna av travloppsserien Breeders Crown, och blev 2010 den första banan som körde alla 12 lopp i travserien under en och samma kväll.